# Средняя долгота
Средняя долгота (англ. Mean longitude) — эклиптическая долгота, на которой бы находилось обращающееся тело, если бы оно двигалось по невозмущённой круговой орбите.  На практике представляет собой гибридный угол.

## Определение

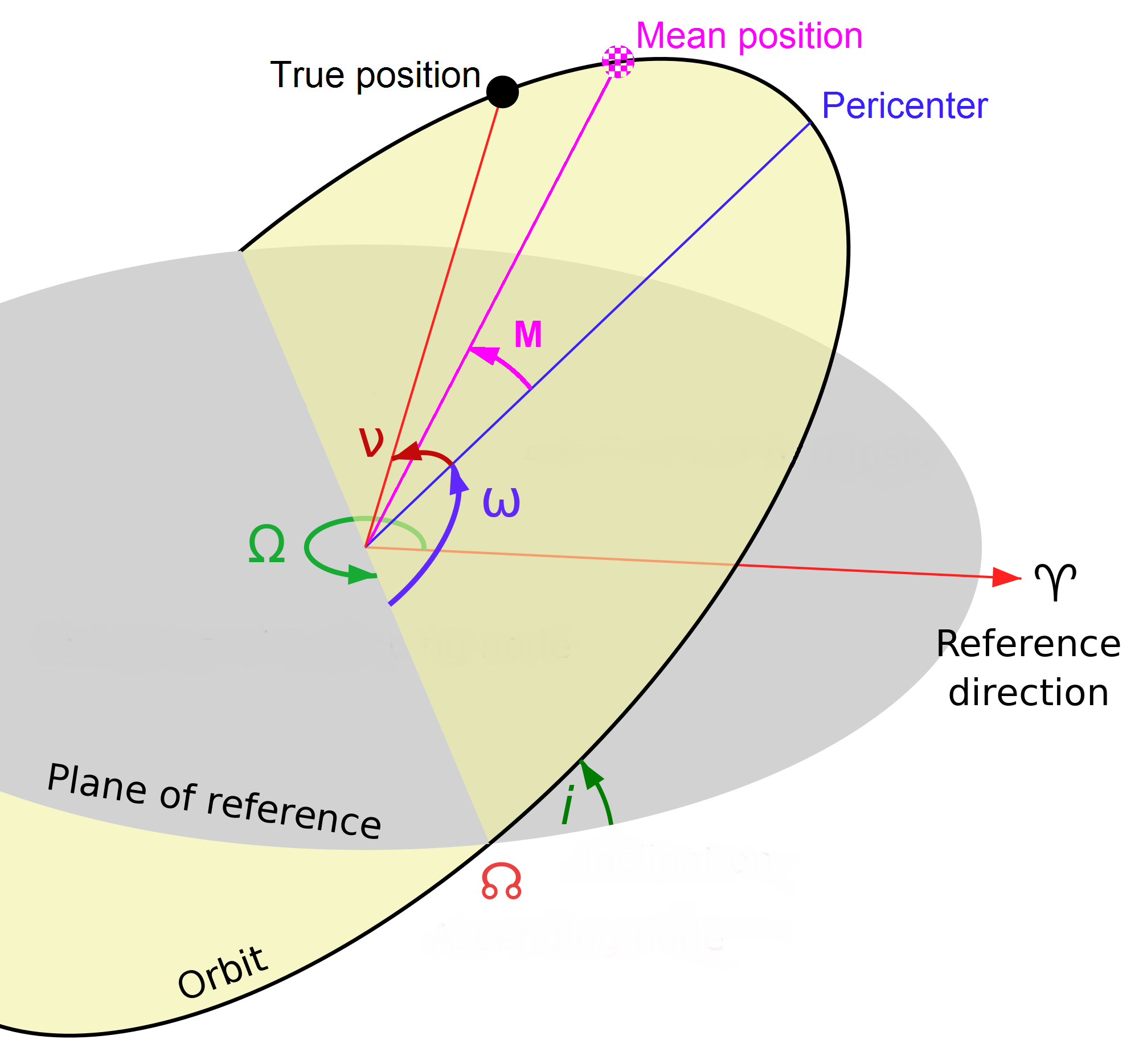
Средняя долгота тела на орбите вычисляется по формуле l = Ω + ω + M, где Ω — долгота восходящего узла, ω — аргумент перицентра, M — средняя аномалия, то есть угловое расстояние от тела до перицентра, которое было бы в случае движения тела с постоянной скоростью. Истинная долгота определяется аналогично, L = Ω + ω + ν, где ν — истинная аномалия.

- Определим опорное направление ♈ в плоскости эклиптики. Обычно выбирают направление на точку весеннего равноденствия, в этом направлении эклиптическая долгота равна 0°.
- Орбита объекта обычно наклонена относительно плоскости эклиптики, обозначим угловое расстояние от  ♈ до узла пересечения орбиты и эклиптики, в котором тело пересекает эклиптику при движении с юга на север, как долготу восходящего узла, Ω.
- Обозначим угловое расстояние в плоскости орбиты от восходящего узла до перицентра как аргумент перицентра, ω.
- Определим среднюю аномалию M как угловое расстояние от точки перицентра, которое имело бы тело, если бы двигалось по круговой орбите с тем же орбитальным периодом, что и у рассматриваемого объекта на эллиптической орбите.

В терминах введённых выше обозначений средняя долгота l равна угловому расстоянию от опорного направления, которое бы имело тело, движущееся с постоянной скоростью:
l = Ω + ω + M,
измеряемое сначала в плоскости эклиптики от  ♈ до восходящего узла,  затем в плоскости орбиты тела от восходящего узла до среднего положения.

## Обсуждение
Средняя долгота, как и средняя аномалия, не является углом между физическими объектами. Она является мерой того, как далеко при движении по орбите тело удалилось от опорного направления. В то время как средняя долгота показывает среднее положение и предполагает постоянную скорость, истинная долгота является мерой реальной долготы в предположении движения тела с орбитальной скоростью, которая изменяется при движении по эллиптической орбите. Разность между данными двумя величинами известна как уравнение центра.

## Формулы
Из данных выше определений следует выражение для долготы перицентра:
ϖ = Ω + ω.
Тогда среднюю долготу можно представить в виде
l = ϖ + M.
Также используется понятие средней долготы на эпоху, ε. Данная величина является средней долготой для заданного момента  t0, называемого эпохой. Тогда среднюю долготу можно выразить следующим образом:
l = ε + n(t − t0), или:l = ε + nt, поскольку t = 0 на эпоху t0.
где n является средним угловым движением,  t — произвольный момент времени. В некоторых вариантах набора орбитальных элементов ε является одним из шести параметров.